# 1780 في ألمانيا
فيما يلي قوائم الأحداث التي وقعت خلال عام 1780 في ألمانيا.

## ظهور
- 1 يناير – محكمة النقض صفحة توضيح في ويكيميديا.

## مواليد

### يناير
- 1 يناير – هاينريش دانيال ماتياس موهر عالم نبات ألماني.
- 10 يناير – هينريتش ليختنشتاين طبيب ألماني.

### فبراير
- 26 فبراير – كريستيان سامويل وايس

### أبريل
- 26 أبريل – غوتهيلف هاينريش فون شوبرت

### يونيو
- 1 يونيو – كارل فون كلاوزفيتز

### سبتمبر
- 3 سبتمبر – هاينريش كريستيان شوماخر

### ديسمبر
- 15 ديسمبر – جوهان فولفجانج دوبرينير كيميائي ألماني.

## وفيات

### أبريل
- 23 أبريل – دوقة ماريا أنطونيا من بافاريا (مواليد 1724)